# Юрьевецкий район
Ю́рьевецкий райо́н — административно-территориальная единица (район) и муниципальное образование (муниципальный район) на северо-востоке Ивановской области Российской Федерации.
Административный центр — город Юрьевец.

## География
Район расположен на северо-востоке Ивановской области. Площадь района составляет 859,72 км².
Граничит на западе и северо-западе с Кинешемским, на юго-западе — с Лухским, на юге — с Пучежским районами Ивановской области. По Горьковскому водохранилищу проходит граница на востоке с Нижегородской, на севере — с Костромской областями.

### Гидрография
Основной водной артерией района является река Волга, участок которой здесь представлен Горьковским водохранилищем. По территории района также протекают реки: Елнать, Унжа, Нёмда, Эльма, Пешевка, Воля, Ореховка, Талка.
Общая площадь водоёмов на территории района составляет 221,1 км².

### Природа
Территория Юрьевецкого района характеризуется значительной долей лесов, наличием болот и сельскохозяйственных угодий.
- Площадь лесов: 263,4 км².[4]
- Площадь болот: 2,5 км².[4]
- Площадь сельскохозяйственных угодий: 331 км².[4]

#### Растительный и животный мир
Животный мир района представлен следующими основными видами:
- Млекопитающие: лиса, куница, белка, бобр, хорек, ондатра, волк, барсук, заяц, лось, кабан, енотовидная собака, рысь и т. д.[4]
- Пернатые: тетерев, глухарь, перепел, бекас, вальдшнеп, хохлатая чернеть, лысуха, свиязь, красноголовый нырок, кряква, чирок-свистунок, чирок-трескунок, серая утка, шилохвость, широконоска, морская чернядь, гуменник, белолобый гусь, серый гусь, чёрный коршун, канюк обыкновенный, ушастая сова, серая неясыть, чеглок, болотный лунь, луговой лунь.[4] На территории района, особенно на таких ключевых орнитологических участках, как Ёлнатьский отрог Горьковского водохранилища и Андрониховская пойма, также отмечен ряд редких и охраняемых видов, многие из которых включены в Красную книгу Ивановской области (КК ИО). В частности, специальные орнитологические исследования выявили присутствие следующих видов[5]:
  - Водоплавающие и околоводные: лебедь-кликун (Cygnus cygnus, Кат. 1 КК ИО), кулик-сорока (Haematopus ostralegus, Кат. 3 КК ИО), большой кроншнеп (Numenius arquata, Кат. 3 КК ИО), малый зуёк (Charadrius dubius, Кат. 3 КК ИО), травник (Tringa totanus, Кат. 3 КК ИО), поручейник (Tringa stagnatilis, Кат. 2 КК ИО), большой улит (Tringa nebularia, Кат. 3 КК ИО), черноголовый хохотун (Larus ichthyaetus, Кат. 1 КК ИО), сизая чайка (Larus canus), озёрная чайка (Larus ridibundus), малая чайка (Larus minutus, Кат. 3 КК ИО), малая крачка (Sterna albifrons, Кат. 1 КК ИО), чёрная крачка (Chlidonias niger, Кат. 3 КК ИО), белокрылая крачка (Chlidonias leucopterus, Кат. 3 КК ИО), серый журавль (Grus grus, Кат. 3 КК ИО).
  - Хищные птицы: скопа (Pandion haliaetus, Кат. 1 КК ИО), осоед (Pernis apivorus, Кат. 3 КК ИО), полевой лунь (Circus cyaneus, Кат. 3 КК ИО), большой подорлик (Aquila clanga, Кат. 1 КК ИО), беркут (Aquila chrysaetos, Кат. 1 КК ИО), орёл-карлик (Hieraaetus pennatus, Кат. 1 КК ИО), орлан-белохвост (Haliaetus albicilla, Кат. 1 КК ИО), сапсан (Falco peregrinus, Кат. 1 КК ИО), кобчик (Falco vespertinus, Кат. 1 КК ИО), обыкновенная пустельга (Falco tinnunculus, Кат. 2 КК ИО).
  - Другие неворобьиные: клинтух (Columba oenas, Кат. 4 КК ИО), длиннохвостая неясыть (Strix uralensis, Кат. 5 КК ИО), зелёный дятел (Picus viridis, Кат. 5 КК ИО).
  - Воробьинообразные: тростниковая камышевка (Acrocephalus scirpaceus, Кат. 4 КК ИО), князёк (белая лазоревка) (Cyanistes cyanus, Кат. 1 КК ИО), дубровник (Emberiza aureola, Кат. 1 КК ИО).

Андрониховская пойма, наряду с Ёлнатским отрогом Горьковского водохранилища, является ценной территорией для многих редких видов птиц и входит в состав ключевой орнитологической территории (КОТР) международного ранга. Предлагается выделение Андрониховской поймы в качестве особо охраняемой природной территории (ООПТ) — памятника природы.

## Гидронимия
Почти все реки и речки, впадающие в Волгу на отрезке от Кинешмы до Юрьевца, сохранили угро-финские названия: Кинешма (Кинешемка), Томна, Мера, Ёлнать, Нодога, Пичуга, Шарма, Шача, Шилекша, Юндокса, Юхма и др.

## История
Юрьевецкий район имеет богатую и многовековую историю, уходящую корнями в глубокую древность. Первые славянские поселения появились в этих землях еще в VI веке, а возможно, и ранее, смешиваясь с местными угро-финскими племенами мери. Об этом свидетельствуют археологические находки: Алешковская и Сенчихинская группы курганов, Молевский курганный могильник, Серюпитинское городище (на территории Михайловского сельсовета), неолитическая стоянка близ села Елнать, городище Пушкариха (в черте современного Юрьевца) и еще один курганный могильник близ деревни Юрьево Соболевского сельсовета.
Первое письменное упоминание о Юрьевецкой земле связано с основанием в 1225 году города Юрьевца (изначально Юрьев Поволжский) князем Юрием Всеволодовичем как форпоста на границе Владимиро-Суздальского княжества, что нашло отражение в более ранних названиях — Юрьев и Георгиевск. По мнению ряда краеведов, город получил свое название в честь святого Георгия Победоносца, покровителя князя.
Названия многих сел Юрьевецкого района уходят корнями вглубь веков и отражают различные исторические периоды. Ряд селений имеют татарские корни, такие как Татариново и Булатово.
До 1918 года территория Юрьевецкого района входила в состав Костромской губернии.
Традиционными занятиями жителей Юрьевецкого уезда были сельское хозяйство и кустарно-ремесленные промыслы. По данным 1914 года, среди промыслового населения выделялись:
- Фабричные рабочие (15.8 %)
- Сельскохозяйственный наём (11 %)
- Сплав леса (6.5 %)
- Обработка продуктов животноводства (6.3 %)
- Домашнее ткачество (62 %)
- Свободные профессии (5.8 %)
- Валено-катальный (5.3 %)
- Портняжный промысел (5.2 %)
- Плотники (4.6 %)
- Речной промысел (4.2 %)
- Женские рукоделия (4.2 %)
- Торговля (4 %)
- Домашняя прислуга (3.1 %)
- Обработка металла (2.9 %)
- Извоз (2.3 %)
- Прочие промыслы (менее 2 %): чернорабочие, бондари, корзиночники и решеточники, лапотники, гончары, сапожники, пильщики, печники, слесари.

В промысловом отношении территория уезда делилась на районы:
- Фабричный: Болотновская, Макатовская, Мелечкинская, Парская, Родниковская, Семеновская, Сосновская и Филисофская волости.
- Кустарный: Махловская, Подмонастырская, Воскресенская, Дьяконовская, Кандауровская и Горбунихинская волости.
- Кустарно-транспортный: Мордвиновская, Соболевская, Обжерихинская волости.
- Портняжный: Якушевская и Порздневская волости.
- Овчинный: Благовещенская, Покровская, Худынская и Ново-Воскресенская волости.

«Памятная книжка Костромской губернии на 1862 год» описывает Юрьевец как город с одной площадью и восемью улицами, 424 деревянными и 5 каменными домами, и 55 лавками. Промышленность состояла из лесопильного завода, двух салотопен, четырёх кирпичных заводов и миткалевой фабрики. Для обслуживания двух с половиной тысяч жителей имелось приходское училище, больница на 10 коек, деревянный тюремный замок и 17 церквей.
После отмены крепостного права и с развитием пароходства на Волге в районе растёт капитализация промышленности. Крупнейшими предприятиями становятся льнопрядильная фабрика Миндовского и лесопильный завод Бранта.
- 1871: Костромским купцом А. Брюхановым основана Юрьевецкая льнопрядильная фабрика, впоследствии перешедшая во владение торгового дома Миндовских.
- 1880: В Юрьевце открыт пивоваренный завод М. И. Красильникова.
- 1894—1895: Фирма «Э. Г. Брант и Компания» строит лесопильный завод напротив Юрьевца, давший начало рабочему поселку Новая Слободка.

К началу XX века в Юрьевецком уезде уже действуют школы, библиотеки и театральные коллективы. К 1903 году существовали: 10 школ грамоты, 36 земских школ, 19 одноклассных церковно-приходских, 1 двухклассная министерская и 2 одноклассных министерских училища. В Юрьевце открываются мужская и женская гимназии, а также низшая ремесленная школа.
В советское время Юрьевецкий район развивался как важный центр лесопереработки и льноводства. К 1932 году в районе действуют 5 лесопильных заводов и 2 завода по первичной обработке льна. Широко была развита система кустарно-промысловой кооперации. Основной отраслью сельского хозяйства стало льномолочное направление.
После строительства Горьковской ГЭС и затопления поймы Волги, материальное положение в районе существенно ухудшилось, а связь с левобережьем ослабла.
- 10 июня 1929 г.: Юрьевецкий район образован в составе Кинешемского округа Ивановской Промышленной области из Завражной, Валовской, Юрьевецкой волостей и частично селений Сокольской волости.
- 1935: К Сокольскому району отошли несколько сельсоветов, и еще один сельсовет передан в Кадыйский район.
- Образован поселок Новая Слободка в 1938 году в составе Юрьевецкого района. Ликвидирован Указом Президиума Верховного Совета РСФСР от 23 декабря 1955 года.[8]
- 1963: Юрьевецкий район ликвидирован, город Юрьевец получил статус города областного подчинения, а сельсоветы Каменниковского и Михайловского переданы в Кинешемский район.
- 1965: Район вновь образован в составе города Юрьевца и восьми сельсоветов.
- 1974: Лазаревский сельсовет переименован в Пелевинский.
- 1976: Задорожский сельсовет переименован в Щекотихинский.
- 1979: Чуркинский сельсовет упразднен.

В 1999 году в Юрьевецком районе насчитывалось 13 промышленных предприятий, 5 строительных, 5 торговых и 3 транспортных. Промышленными предприятиями было произведено продукции на 17,2 млн рублей, что превышало показатели 1998 года. Отмечалось увеличение производства продукции на Юрьевецком ДОК, льночесально-прядильной фабрике, льнозаводе, химлесхозе, и ООО «Мясопереработка». Также увеличился объем вывоза деловой древесины и производства пиломатериалов, льноволокна и пряжи. Строительными организациями района (ДРСУ и ПМК-7) в 1999 году было выполнено работ на 7,9 млн рублей. Розничный товарооборот в 1999 году составил 64,2 млн рублей, что на 27,6 % превысило показатели предыдущего года. В районе функционировали лечебные учреждения (15 ФАПов, 2 участковые больницы), 18 школ, сельхозколледж, Михайловское ПУ-20, 24 дома культуры и клуба, 16 библиотек, 3 музея и кинотеатр.
В 2005 году в районе организовано местное самоуправление. В 2015 объединены городская и районная администрация.
В апреле 2015 года в районе был создан Многофункциональный центр предоставления государственных и муниципальных услуг «Мои документы». В январе 2018 года был построен первый в Юрьевецком районе межпоселковый газопровод от Дроздихи до села Новленское, протяжённостью 2,7 км. В селе Новленское было построено почти шесть километров распределительных газопроводов низкого давления, что позволило газифицировать 115 жилых домов. 14 сентября 2021 года газифицировано село Обжериха.

## Население
| 1939    | 1959    | 1970    | 1979    | 1989    | 2002    | 2009    | 2010    | 2011    |
| ------- | ------- | ------- | ------- | ------- | ------- | ------- | ------- | ------- |
| 69 332  | ↘35 916 | ↘31 258 | ↘26 666 | ↘24 710 | ↘19 366 | ↘17 300 | ↘15 930 | ↘15 819 |
| 2012    | 2013    | 2014    | 2015    | 2016    | 2017    | 2018    | 2019    | 2020    |
| ↘15 313 | ↘14 901 | ↘14 465 | ↘13 957 | ↘13 617 | ↘13 408 | ↘13 261 | ↘12 998 | ↘12 673 |
| 2021    |         |         |         |         |         |         |         |         |
| ↘12 170 |         |         |         |         |         |         |         |         |

В 2015 году в районе наблюдалось снижение численности населения, обусловленное превышением уровня смертности над уровнем рождаемости, а также миграционной убылью в 192 человека. Постоянное население уменьшилось на 340 человек или на 2,4 % по сравнению с предыдущим годом. Отток квалифицированных кадров в другие регионы усугубляет демографическую проблему, затрагивая все отрасли экономики района. Хотя некоторые люди, потерявшие работу в Москве, возвращаются в Юрьевец, большинству из них не хватает образования и навыков. Для решения этой проблемы крайне важно поддерживать и создавать рабочие места.

### Урбанизация
Городское население (город Юрьевец) составляет 64,91 % населения района.

### Национальный состав
По итогам переписи населения 2020 года проживали следующие национальности (национальности менее 0,1 % и другое, см. в сноске к строке «Другие»):
| Национальность | Численность, чел. | Доля     |
| -------------- | ----------------- | -------- |
| Русские        | 11 695            | 96,10 %  |
| Украинцы       | 22                | 0,18 %   |
| Азербайджанцы  | 21                | 0,17 %   |
| Киргизы        | 18                | 0,15 %   |
| Татары         | 16                | 0,13 %   |
| Армяне         | 14                | 0,12 %   |
| Другие         | 384               | 3,15 %   |
| Итого          | 12 170            | 100,00 % |

## Муниципально-территориальное устройство
В муниципальный район входят 4 муниципальных образования, в том числе 1 городское и 3 сельских поселения.
| № | Муниципальное образование       | Административный центр | Количество населённых пунктов | Население (чел.) | Площадь (км²) |
| - | ------------------------------- | ---------------------- | ----------------------------- | ---------------- | ------------- |
| 1 | Юрьевецкое городское поселение  | город Юрьевец          | 1                             | ↘7899            | 276,50        |
| 2 | Елнатское сельское поселение    | село Елнать            | 45                            | ↘1617            | 185,81        |
| 3 | Михайловское сельское поселение | деревня Михайлово      | 67                            | →1063            | 118,30        |
| 4 | Соболевское сельское поселение  | село Соболево          | 52                            | ↘1591            | 129,77        |

В 2005 году в рамках организации местного самоуправления в муниципальном районе были образованы 1 городское (Юрьевецкое) и 6 сельских поселений: Елнатское, Костяевское, Михайловское, Обжерихинское, Пелевинское, Соболевское.
В 2015 году были упразднены сельские поселения: Костяевское (включено в Михайловское сельское поселение); Пелевинское (включено в Елнатское сельское поселение); Обжерихинское (включено в Соболевское сельское поселение).

## Населённые пункты
В Юрьевецком районе 165 населённых пунктов, в том числе 1 городской (город) и 164 сельских.
| №   | Населённый пункт    | Тип     | Население | Муниципальное образование       |
| --- | ------------------- | ------- | --------- | ------------------------------- |
| 1   | Юрьевец             | город   | ↘7899     | Юрьевецкое городское поселение  |
| 2   | Абрамово            | деревня | 1         | Елнатское сельское поселение    |
| 3   | Аксениха            | деревня | 7         | Елнатское сельское поселение    |
| 4   | Аксениха            | деревня | 0         | Михайловское сельское поселение |
| 5   | Акулиха             | деревня | 0         | Елнатское сельское поселение    |
| 6   | Алешково            | деревня | 0         | Михайловское сельское поселение |
| 7   | Амбросово           | деревня | 1         | Михайловское сельское поселение |
| 8   | Андрейково          | деревня | 0         | Елнатское сельское поселение    |
| 9   | Андрониха           | деревня | 51        | Соболевское сельское поселение  |
| 10  | Аристиха            | деревня | 15        | Соболевское сельское поселение  |
| 11  | Астафьево           | деревня | 1         | Михайловское сельское поселение |
| 12  | Барабаниха          | деревня | 0         | Елнатское сельское поселение    |
| 13  | Бараниха            | деревня | 5         | Соболевское сельское поселение  |
| 14  | Барсуки             | деревня | 5         | Михайловское сельское поселение |
| 15  | Белоусиха           | деревня | 7         | Соболевское сельское поселение  |
| 16  | Беляево             | деревня | 27        | Елнатское сельское поселение    |
| 17  | Бенькино            | деревня | 6         | Елнатское сельское поселение    |
| 18  | Бердиха             | деревня | 0         | Елнатское сельское поселение    |
| 19  | Богомолово          | деревня | 15        | Елнатское сельское поселение    |
| 20  | Боровое             | деревня | 3         | Михайловское сельское поселение |
| 21  | Ботынино            | деревня | 0         | Елнатское сельское поселение    |
| 22  | Бурково             | деревня | 5         | Соболевское сельское поселение  |
| 23  | Бухарино            | деревня | 4         | Соболевское сельское поселение  |
| 24  | Быстрица            | деревня | 4         | Михайловское сельское поселение |
| 25  | Ваньково            | деревня | 132       | Михайловское сельское поселение |
| 26  | Васильевка          | деревня | 11        | Елнатское сельское поселение    |
| 27  | Воробьёво           | деревня | 3         | Соболевское сельское поселение  |
| 28  | Гагариха            | деревня | 0         | Соболевское сельское поселение  |
| 29  | Гарь                | деревня | 17        | Соболевское сельское поселение  |
| 30  | Гарь Большая        | деревня | 3         | Михайловское сельское поселение |
| 31  | Голодаево           | деревня | 4         | Михайловское сельское поселение |
| 32  | Горшуково           | деревня | 0         | Михайловское сельское поселение |
| 33  | Гречушное           | деревня | 0         | Михайловское сельское поселение |
| 34  | Гришино             | деревня | 6         | Михайловское сельское поселение |
| 35  | Гузавино            | деревня | 0         | Соболевское сельское поселение  |
| 36  | Дворищи             | деревня | 8         | Елнатское сельское поселение    |
| 37  | Демидовка           | деревня | 5         | Елнатское сельское поселение    |
| 38  | Дорки               | село    | ↘163      | Елнатское сельское поселение    |
| 39  | Дубнево             | деревня | 52        | Михайловское сельское поселение |
| 40  | Елнать              | село    | ↘895      | Елнатское сельское поселение    |
| 41  | Ермоленка           | деревня | 0         | Елнатское сельское поселение    |
| 42  | Ермолово            | деревня | 0         | Елнатское сельское поселение    |
| 43  | Ершиха              | деревня | 0         | Елнатское сельское поселение    |
| 44  | Жарки               | село    | ↗47       | Михайловское сельское поселение |
| 45  | Жары                | деревня | 38        | Соболевское сельское поселение  |
| 46  | Жуковка             | село    | ↗119      | Соболевское сельское поселение  |
| 47  | Заднево             | деревня | 0         | Михайловское сельское поселение |
| 48  | Задорожье           | село    | ↗4        | Соболевское сельское поселение  |
| 49  | Заливенки           | деревня | 3         | Елнатское сельское поселение    |
| 50  | Захариха            | деревня | 0         | Михайловское сельское поселение |
| 51  | Злобино             | деревня | 2         | Михайловское сельское поселение |
| 52  | Зыково              | деревня | 0         | Михайловское сельское поселение |
| 53  | Зяблово             | деревня | 29        | Михайловское сельское поселение |
| 54  | Иваниха             | деревня | 2         | Михайловское сельское поселение |
| 55  | Иваниха             | деревня | 1         | Михайловское сельское поселение |
| 56  | Иваньково           | деревня | 0         | Соболевское сельское поселение  |
| 57  | Ильинское           | село    | ↗8        | Михайловское сельское поселение |
| 58  | Истомиха            | деревня | 0         | Соболевское сельское поселение  |
| 59  | Казаковка           | деревня | 6         | Соболевское сельское поселение  |
| 60  | Калитиха            | деревня | 0         | Михайловское сельское поселение |
| 61  | Каменники           | село    | ↗12       | Михайловское сельское поселение |
| 62  | Кашино              | деревня | 0         | Михайловское сельское поселение |
| 63  | Киселево Большое    | деревня | 6         | Михайловское сельское поселение |
| 64  | Киселево Малое      | деревня | 1         | Михайловское сельское поселение |
| 65  | Клипичиха           | деревня | 15        | Соболевское сельское поселение  |
| 66  | Козлятево           | деревня | 7         | Соболевское сельское поселение  |
| 67  | Кокуево             | деревня | 21        | Михайловское сельское поселение |
| 68  | Колобово            | деревня | 0         | Елнатское сельское поселение    |
| 69  | Коноплищи           | деревня | 12        | Соболевское сельское поселение  |
| 70  | Корениха            | деревня | 12        | Соболевское сельское поселение  |
| 71  | Корючиха            | деревня | 2         | Михайловское сельское поселение |
| 72  | Костровка           | деревня | 4         | Соболевское сельское поселение  |
| 73  | Костяево Большое    | деревня | ↘280      | Михайловское сельское поселение |
| 74  | Коурцево            | деревня | 7         | Михайловское сельское поселение |
| 75  | Кошкино             | деревня | 0         | Михайловское сельское поселение |
| 76  | Крутцы-Орешки       | деревня | 0         | Соболевское сельское поселение  |
| 77  | Крутцы-Осинки       | деревня | 0         | Соболевское сельское поселение  |
| 78  | Крутцы-Шеляуховские | деревня | 0         | Соболевское сельское поселение  |
| 79  | Кузьминское         | деревня | 3         | Михайловское сельское поселение |
| 80  | Кулигино            | деревня | 0         | Соболевское сельское поселение  |
| 81  | Куретнево           | деревня | 0         | Елнатское сельское поселение    |
| 82  | Лазарево            | село    | →0        | Елнатское сельское поселение    |
| 83  | Латышиха            | деревня | 0         | Елнатское сельское поселение    |
| 84  | Левино              | деревня | 4         | Михайловское сельское поселение |
| 85  | Лилеково            | деревня | 0         | Михайловское сельское поселение |
| 86  | Липовка             | деревня | 0         | Михайловское сельское поселение |
| 87  | Лиховская           | деревня | →0        | Соболевское сельское поселение  |
| 88  | Лобаны              | деревня | 278       | Елнатское сельское поселение    |
| 89  | Лукшино             | деревня | 0         | Соболевское сельское поселение  |
| 90  | Люхино              | деревня | 4         | Соболевское сельское поселение  |
| 91  | Ляндиха             | деревня | 8         | Соболевское сельское поселение  |
| 92  | Мазнево             | деревня | 2         | Елнатское сельское поселение    |
| 93  | Максимково          | деревня | 9         | Соболевское сельское поселение  |
| 94  | Мальгино            | деревня | 10        | Елнатское сельское поселение    |
| 95  | Матвеевская         | деревня | 0         | Соболевское сельское поселение  |
| 96  | Мауриха             | деревня | 5         | Михайловское сельское поселение |
| 97  | Махлово             | деревня | ↘8        | Михайловское сельское поселение |
| 98  | Меленка             | деревня | 0         | Михайловское сельское поселение |
| 99  | Меньшиково          | деревня | 4         | Елнатское сельское поселение    |
| 100 | Михайлово           | деревня | ↘425      | Михайловское сельское поселение |
| 101 | Мокино              | деревня | 0         | Михайловское сельское поселение |
| 102 | Молево              | деревня | 0         | Михайловское сельское поселение |
| 103 | Мохнево             | деревня | 25        | Соболевское сельское поселение  |
| 104 | Никитино            | деревня | 6         | Елнатское сельское поселение    |
| 105 | Никулино            | деревня | 1         | Елнатское сельское поселение    |
| 106 | Новленское          | село    | ↗302      | Соболевское сельское поселение  |
| 107 | Новое Жуково        | посёлок | ↘82       | Соболевское сельское поселение  |
| 108 | Новоселки           | деревня | 1         | Соболевское сельское поселение  |
| 109 | Обжериха            | село    | ↘402      | Соболевское сельское поселение  |
| 110 | Овчинниково         | деревня | 6         | Михайловское сельское поселение |
| 111 | Олонино             | деревня | 3         | Елнатское сельское поселение    |
| 112 | Остригаево          | деревня | 4         | Михайловское сельское поселение |
| 113 | Павлово             | деревня | 1         | Михайловское сельское поселение |
| 114 | Парниково           | деревня | 9         | Михайловское сельское поселение |
| 115 | Парфеново           | деревня | 43        | Михайловское сельское поселение |
| 116 | Пелевино            | деревня | ↘320      | Елнатское сельское поселение    |
| 117 | Петрово             | деревня | 1         | Соболевское сельское поселение  |
| 118 | Петушиха            | деревня | 20        | Михайловское сельское поселение |
| 119 | Пигарево            | деревня | 0         | Елнатское сельское поселение    |
| 120 | Погорелка           | деревня | 0         | Михайловское сельское поселение |
| 121 | Подвязкино          | деревня | 5         | Михайловское сельское поселение |
| 122 | Посернятево         | деревня | 1         | Соболевское сельское поселение  |
| 123 | Потаниха            | деревня | 3         | Соболевское сельское поселение  |
| 124 | Потемкино           | деревня | 0         | Елнатское сельское поселение    |
| 125 | Починки             | деревня | 0         | Соболевское сельское поселение  |
| 126 | Прокино             | деревня | 5         | Михайловское сельское поселение |
| 127 | Раздьякониха        | деревня | 6         | Соболевское сельское поселение  |
| 128 | Романово            | деревня | 4         | Соболевское сельское поселение  |
| 129 | Ростоново           | деревня | 1         | Елнатское сельское поселение    |
| 130 | Рошвенское          | деревня | 12        | Михайловское сельское поселение |
| 131 | Ручей               | деревня | 8         | Михайловское сельское поселение |
| 132 | Сантелево           | деревня | 24        | Соболевское сельское поселение  |
| 133 | Сельцо              | деревня | 0         | Михайловское сельское поселение |
| 134 | Сельцо-Тюримово     | деревня | 6         | Елнатское сельское поселение    |
| 135 | Сергеевка           | деревня | 2         | Михайловское сельское поселение |
| 136 | Середкино           | деревня | 9         | Михайловское сельское поселение |
| 137 | Середухино          | деревня | 0         | Соболевское сельское поселение  |
| 138 | Скуратиха           | деревня | 47        | Елнатское сельское поселение    |
| 139 | Смолиха             | деревня | 2         | Соболевское сельское поселение  |
| 140 | Соболево            | село    | ↘480      | Соболевское сельское поселение  |
| 141 | Содомово            | деревня | →0        | Елнатское сельское поселение    |
| 142 | Спириха             | деревня | 21        | Елнатское сельское поселение    |
| 143 | Стегаиха            | деревня | 0         | Елнатское сельское поселение    |
| 144 | Сытное              | деревня | 2         | Михайловское сельское поселение |
| 145 | Талица              | село    | ↘107      | Михайловское сельское поселение |
| 146 | Тихон-Воля          | село    | ↘157      | Елнатское сельское поселение    |
| 147 | Токарево            | деревня | 4         | Михайловское сельское поселение |
| 148 | Токарево            | деревня | 9         | Елнатское сельское поселение    |
| 149 | Устиниха            | деревня | 7         | Михайловское сельское поселение |
| 150 | Федорково           | деревня | 6         | Елнатское сельское поселение    |
| 151 | Филенка             | деревня | 4         | Соболевское сельское поселение  |
| 152 | Хлопотиха           | деревня | 1         | Михайловское сельское поселение |
| 153 | Хохонино            | деревня | 0         | Михайловское сельское поселение |
| 154 | Царево              | деревня | 2         | Елнатское сельское поселение    |
| 155 | Чертежи             | посёлок | 18        | Елнатское сельское поселение    |
| 156 | Чеченево            | деревня | 2         | Соболевское сельское поселение  |
| 157 | Чудь                | деревня | 0         | Михайловское сельское поселение |
| 158 | Чуркино Большое     | деревня | ↘8        | Михайловское сельское поселение |
| 159 | Шайски              | деревня | 1         | Михайловское сельское поселение |
| 160 | Шихово              | деревня | 124       | Соболевское сельское поселение  |
| 161 | Щекотиха            | деревня | 315       | Соболевское сельское поселение  |
| 162 | Юрьево              | деревня | 31        | Соболевское сельское поселение  |
| 163 | Якимиха             | деревня | 0         | Михайловское сельское поселение |
| 164 | Ямская              | деревня | 206       | Соболевское сельское поселение  |
| 165 | Ярцево              | деревня | 0         | Елнатское сельское поселение    |

Упразднённые населённые пункты:
- 1998 год — деревни Ватагино, Высокополье, Дорино, Дулепино, Башарино, Горшково, Шарахово, Селезнево, Сафрониха, Щеголихино, Каменьево, Лаврово, Медведки и село Проталинки[33]

## Экономика
| Тип предприятия | Название |
| --------------- | --- |
| Колхозы         | - «Волга» - «Вперёд по-ленински» - «Маяк» - «Мир» - имени Мичурина                                                 |
| Совхозы         | - «Волжский» - «Красное Знамя» - «Махловский» - «Михайловский» - «Юрьевецкий» - Учхоз Юрьевецкого сельхозтехникума |

Ведущей отраслью в районе является сельское хозяйство, функционируют два крупных сельскохозяйственных предприятия — ОАО «Заря» и ОАО «Родник», а также 11 крестьянско-фермерских хозяйств и более 2 000 личных подсобных хозяйств. Молочное и мясное скотоводство и кормопроизводство являются основными отраслями сельского хозяйства района, производственная площадь которых составляет 5 000 га. В 2015 году объем производства сельскохозяйственной продукции во всех хозяйствах составил 428,5 млн рублей, при этом производство валовой продукции сельского хозяйства в сельскохозяйственных предприятиях района достигло 128 млн рублей. Животноводство, особенно молочная отрасль, остается приоритетным направлением для сельского хозяйства района. Малый бизнес играет значительную роль в социально-экономическом развитии района: в районе зарегистрировано 62 малых и средних предприятия и 294 индивидуальных предпринимателя, в которых занято около 1900 человек.

## ЖКХ
Жилищно-коммунальное хозяйство Юрьевецкого района является актуальной проблемой, требующей незамедлительного решения. Основными задачами являются обеспечение водо- и газоснабжения населения и подача качественного тепла в социальные учреждения и домохозяйства. Одной из основных проблем является система водоснабжения в Юрьевце, которая не подвергалась капитальному ремонту с момента ее установки в 1957 году, что привело к значительному износу. Для решения этой проблемы была выделена субсидия на замену изношенных водопроводных сетей и бурение новых артезианских скважин. Были проведены встречи с заинтересованными сторонами для обсуждения решений, включая промывку скважин, закупку оборудования и капитальный ремонт пожарных гидрантов.

## СМИ
Единственное СМИ района — газета «Волга».

## Галерея
- Острова Асафовы Горы на Горьковском водохранилище
- Храм Воскресения Христова, село Ёлнать
- Храм Рождества Христова, село Каменники, 1828[37]
- Храм Рождества Пресвятой Богородицы села Жарки
- Церковь Ильи Пророка в селе Чуркино
- Церковь Покрова Пресвятой Богородицы села Задорожье
- Ильинская церковь в Проталинках